# 네기시선
네기시선(일본어: 根岸線, ねぎしせん)은 동일본 여객철도의 철도 노선 가운데 하나이다. 일본 가나가와현 요코하마시 니시구에 있는 요코하마역과 가마쿠라시에 있는 오후나역 구간을 네기시역을 사이에 두고 잇는다.

## 노선 정보
- 노선 거리: 22.1 km
- 궤간: 1,067mm(협궤)
- 역 수: 12
- 복선 구간: 전 구간
- 전철화 구간: 전 구간, 직류 1,500 볼트
- 차단 장치: 자동 차당식(사쿠라기초 ~ 오후나)
- 보안 장치: 디지털 ATC

## 운행 형태
아침 시간대 이소고 역에서 시발하는 오후나 행 2편을 제외하고 모두 게이힌 도호쿠 선 또는 요코하마 선과 직결 운행하고 있다.

### 게이힌 도호쿠 선 직결 운행 열차
게이힌 도호쿠 선과 직결 운행하는 열차들은 사쿠라기초역, 이소고역, 오후나역에서 회차하여 다시 돌아오는 형태로 운행한다. 네기시 선 요코하마 ~ 이소고 간은 5분 간격, 이소고 ~ 오후나 간은 10분 간격으로 운행된다. 단, 사쿠라기초 ~ 네기시 간은 화물 열차가 빈번히 운행되기 때문에, 화물 열차의 통과를 사이에 두고 10분 간격으로 운행되기도 한다. 게이힌 도호쿠 선의 오미야 방면 직결 운행 열차, 요코하마 선의 하치오지 방면 직결 운행 열차 모두 쾌속 열차가 운행되고 있지만, 네기시 선 안에서는 각 역에 정차한다.

### 요코하마 선 직결 운행 열차
히가시카나가와역까지 게이힌 도호쿠 선을 경유하며 그 후 요코하마 선으로 입선, 직결 운행하는 형태로 운행한다. 네기시 선 안에서는 사쿠라기초 역에서 회차하여 다시 요코하마 선 방면으로 운행한다. 통근 시간대에는 이소고·오후나 방면으로 연장 운행되는 경우도 있으며, 오후나 시종착 열차는 가마쿠라 차량 센터 출입고 목적도 겸하고 있다.

### 임시 열차

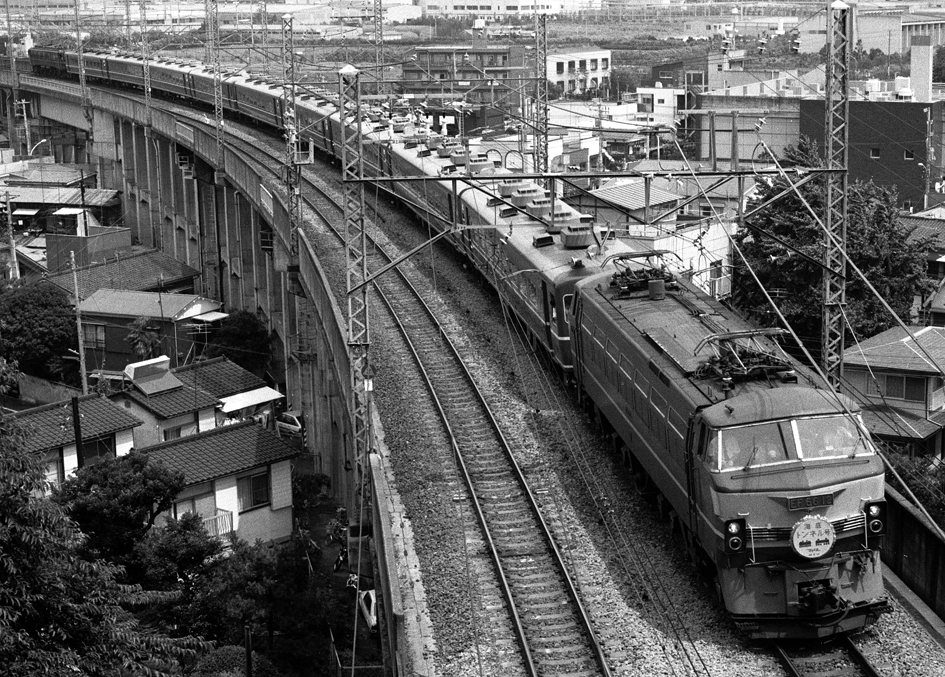
EF66 "카이테이톤네루 호"(해저터널호)
(1984년, 요코다이역)

요코하마 선을 경유하여 요코하마 역과 고후역·마쓰모토역을 잇는 임시 특급 하마카이지 호가 운행되고 있다. 1999년부터 2002년까지는 네기시 선과 요코스카 선을 거쳐 이소고 역, 가마쿠라역까지도 운행했다.

### 화물 열차
네기시역에서 시종착하며, 신일본 석유 정제 네기시 정유소에서 정제된 석유류를 탱크차에 적재하여 운반하는 화물 열차나 요코하마 항 모토마키 부두에 역을 두고 있는 가나가와 임해 철도 모토마키 선에서 시종착하는 컨테이너를 적재한 화물 열차가 다수 운행된다.

## 차량
- E233계(1000,6000번대)

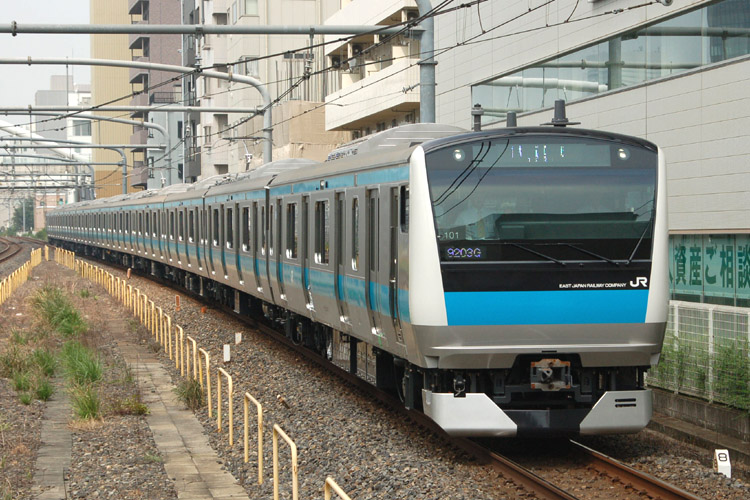
E233계1000번대
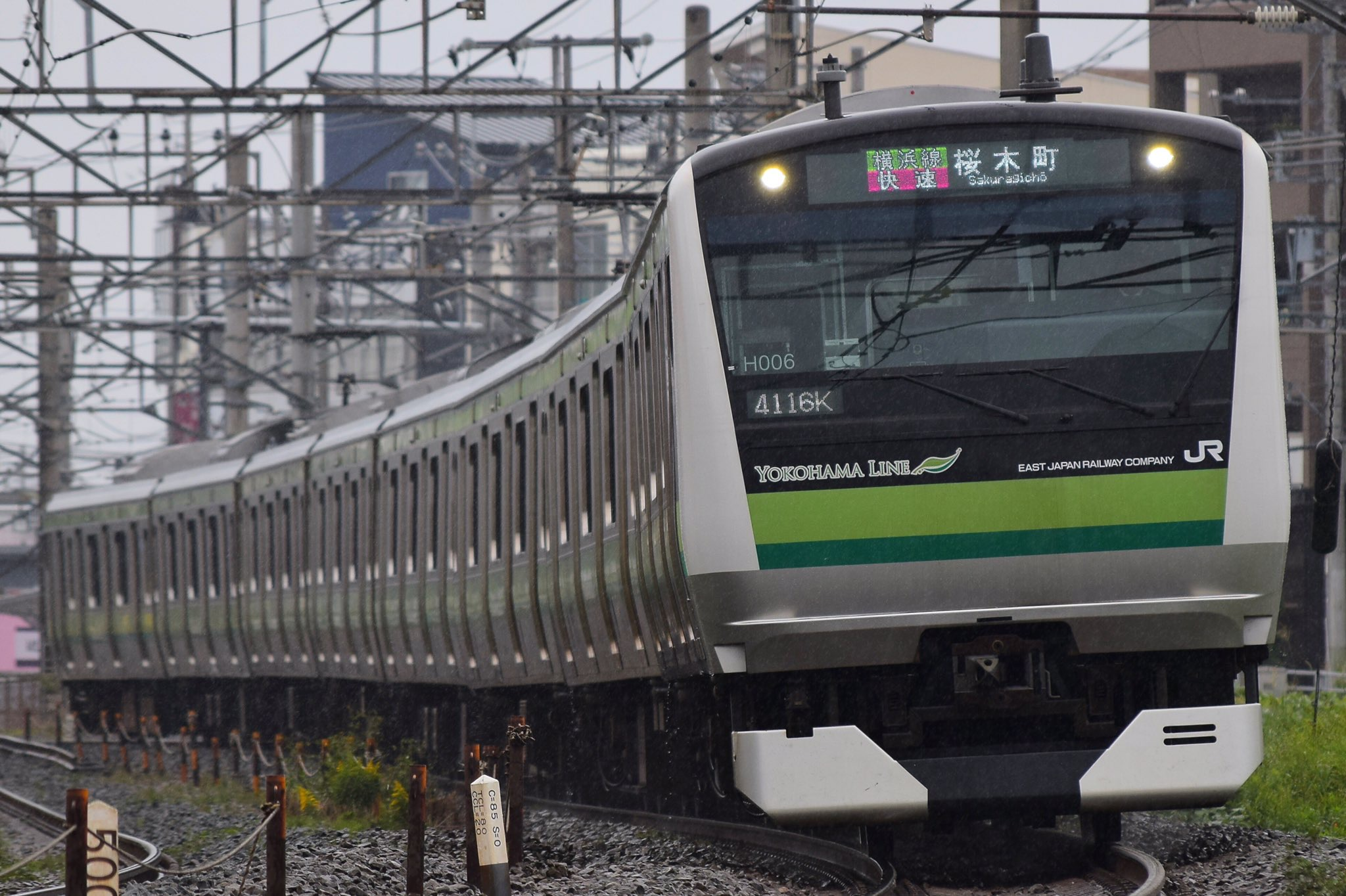
E233계6000번대

그 밖에는 화물 열차가 지나간다. (사쿠라기초 ~ 오후나 구간)

## 과거운행열차
- 209계
- 205계

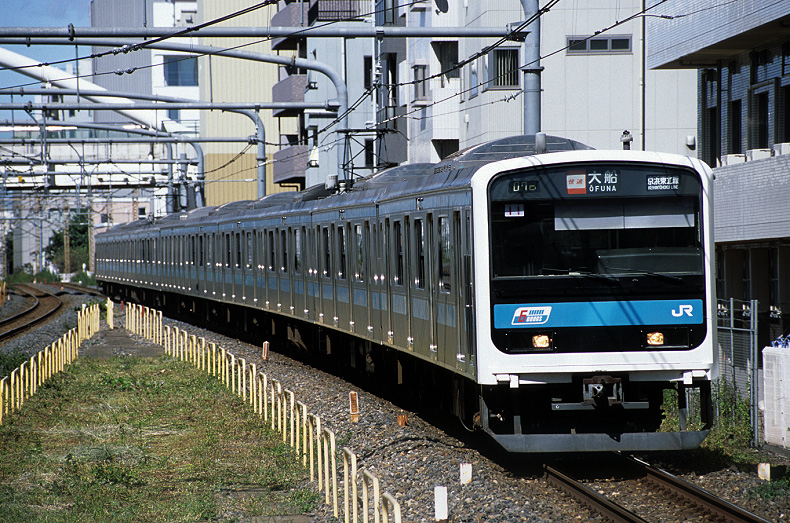
209계(지금은 은퇴)
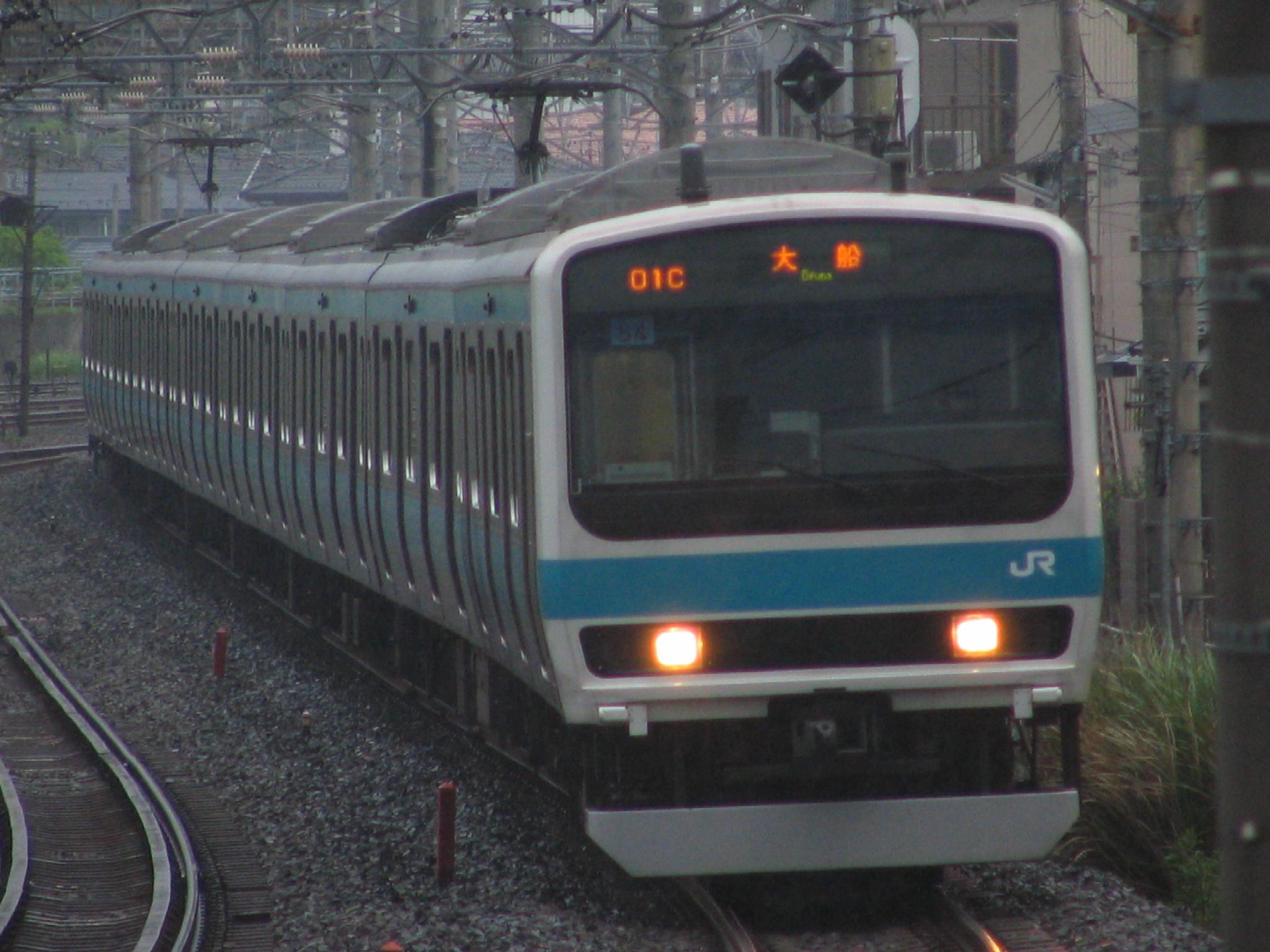
209계(지금은 은퇴)
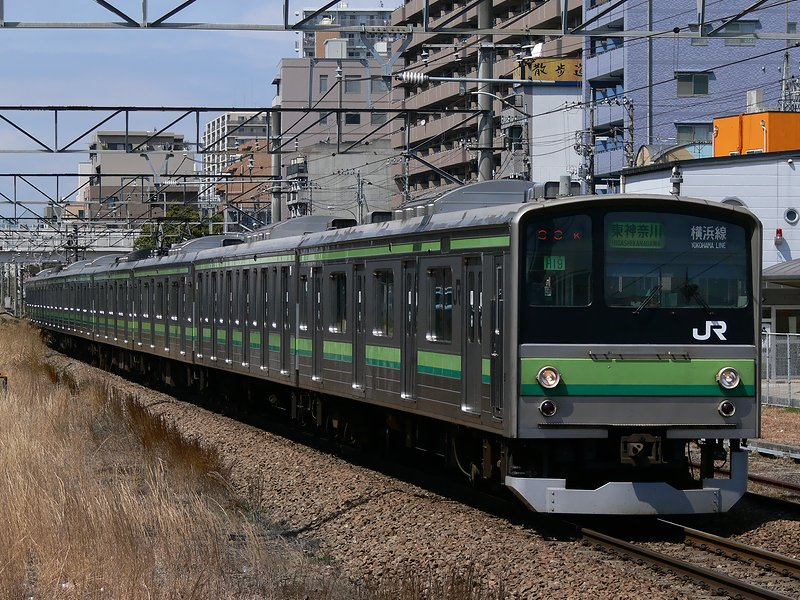
205계(요코하마 선 열차)

## 역사
- 1872년 6월 12일: 시나가와 역 ~ 요코하마 역(현재: 사쿠라기초 역) 구간이 개통.
- 1915년 8월 15일: 요코하마역이 영업 개시. 1872년에 영업을 개시한 요코하마 역 명칭을 사쿠라기초 역 명칭으로 변경.
- 1964년 5월 19일: 사쿠라기초 ~ 이소고 구간이 연장 개통. 노선 명칭을 네기시선으로 결정.
- 1964년 6월 1일: 화물 열차 운행 구간을 이소고까지 연장.
- 1970년 3월 17일: 이소고 ~ 요코다이 구간이 연장 개통.
- 1973년 4월 9일: 요코다이 ~ 오후나 구간이 연장 개통.
- 1973년 10월 1일: 화물 열차 운행 구간을 오후나까지 연장.
- 1984년 1월 29일: ATC 도입
- 1984년 2월 1일: 화물 열차 운행 구간을 이소고까지 축소.
- 1987년 4월 1일: 화물 열차 운행을 재개시.
- 2008년 3월 15일: 요코스카 선으로 직결 운행을 하는 열차를 폐지.
- 2009년 8월 14일: 디지털 ATC 시스템 도입.

## 역 목록
| 역 번호 | 역명                             | 일어 역명             | 접속 노선 | 역간 거리 | 누적 거리 | 소재지     | 소재지     | 소재지     |
| ------- | -------------------------------- | --------------------- | --- | --------- | --------- | ---------- | ---------- | ---------- |
| JK 12   | 요코하마                         | 横浜                  | 게이힌 도호쿠 선 (JK 12, 직결 운행) 도카이도 선 (JT 05) 요코스카 선 (JO 13) 쇼난 신주쿠 라인 (JS 13) 도쿄 급행 전철 도요코 선 (TY 21) 게이힌 급행 전철 본선 (KK 37) 요코하마 고속철도 미나토미라이 선 (MM 01) 사가미 철도 본선 (SO 01) 요코하마 시 교통국 지하철 블루 라인 (B 20) | 0.0       | 0.0       | 가나가와현 | 요코하마시 | 니시구     |
| JK 11   | 사쿠라기초                       | 桜木町                | 요코하마 시 교통국 지하철 블루 라인 (B 18) | 2.0       | 2.0       | 가나가와현 | 요코하마시 | 나카구     |
| JK 10   | 간나이                           | 関内                  | 요코하마 시 교통국 지하철 블루 라인 (B 17) | 1.0       | 3.0       | 가나가와현 | 요코하마시 | 나카구     |
| JK 09   | 이시카와초 (모토마치 · 주카가이) | 石川町 (元町・中華街) | | 0.8       | 3.8       | 가나가와현 | 요코하마시 | 나카구     |
| JK 08   | 야마테                           | 山手                  | 1.2 | 5.0       |           | 가나가와현 | 요코하마시 | 나카구     |
| JK 07   | 네기시                           | 根岸                  | 2.1 | 7.1       | 이소고구  | 가나가와현 | 요코하마시 |            |
| JK 06   | 이소고                           | 磯子                  | 2.4 | 9.5       | 이소고구  | 가나가와현 | 요코하마시 |            |
| JK 05   | 신스기타                         | 新杉田                | 요코하마 시사이드라인 가나자와 시사이드라인 (1) 게이힌 급행 전철 본선 (스기타 역, KK 46) | 1.6       | 이소고구  | 가나가와현 | 요코하마시 | 11.1       |
| JK 04   | 요코다이                         | 洋光台                | | 3.0       | 이소고구  | 가나가와현 | 요코하마시 | 14.1       |
| JK 03   | 고난다이                         | 港南台                | 1.9 | 16.0      | 고난구    | 가나가와현 | 요코하마시 |            |
| JK 02   | 혼고다이                         | 本郷台                | 2.5 | 18.5      | 사카에구  | 가나가와현 | 요코하마시 |            |
| JK 01   | 오후나                           | 大船                  | 도카이도 선 (JT 07) 요코스카 선 (JO 09) 쇼난 신주쿠 라인 (JS 09) ■ 쇼난 모노레일 에노시마 선 (SMR1) | 3.6       | 22.1      | 가나가와현 | 가마쿠라시 | 가마쿠라시 |